# Il superstite (Cassola)
Il superstite è un romanzo di Carlo Cassola pubblicato dalla casa editrice Rizzoli nel 1978.
Inizialmente il romanzo avrebbe dovuto intitolarsi Il nuovo Robinson Crusoe ed è il primo libro della cosiddetta «trilogia atomica» dell'ultimo periodo dell'autore, seguito da Ferragosto di morte (1980) e Il mondo senza nessuno (1982).

## Trama
Lucky è un cane, superstite della morte atomica che ha colpito il mondo nel giorno di ferragosto. Tuttavia, Lucky non è consapevole di quello che è accaduto, ma qualcosa lo inquieta: l'improvvisa scomparsa del padrone, del gatto con il quale era solito giocare e delle donnole e topi che cacciava nella pineta. Il suo migliore amico, il cane Jack, è morto. Lucky si ritrova così a vagare nella più completa solitudine e, una volta giunto sulle rive del fiume Selcio, incontra per la prima volta un altro essere vivente, un muggine. Ma alla fine anche il muggine muore, e andatosene anche l'ultimo amico, Lucky va a morire nel fienile, in completa solitudine.

## La critica
Il romanzo è una «favola morale» in cui il silenzio e la solitudine accompagnano il lettore per tutta la durata della storia. Scrive Renato Bertacchini che Il superstite è «un'idea silenziosa, deserta e assente di fine del mondo, senza fragori e terrificanti esplosioni da funghi atomici, senza quei crolli immani e le catastrofi teatralmente micidiali di città a cui ci abituati certo cinema apocalittico». La fine del mondo in questo romanzo è delineata come una morte estremamente estenuante, in completa solitudine, come un lento agonizzare in cui si ha una paralisi di tutti gli affetti vitali. Mentre gli uomini vanno verso l'autodistruzione, Cassola porta in scena «l'umanizzazione inversamente proporzionale degli animali, rendendoli depositari [...] della volontà calda e istintiva, della voglia di vivere per affetto e con affetto.» Qui viene fuori il Cassola assolutamente pacifista e antimilitarista, schierato in difesa della vita, dove gli animali «funzionano come detonatori della coscienza umana, voci di allarme che riflettono sulla verità troppo tardi intravvista che l'amore è più importante dell'egoismo».

## Edizioni
- Carlo Cassola, Il superstite, Milano, Rizzoli, 1978.
- Id., Il superstite, Sansoni, 1980.
- Id., Il superstite, Collana Scrittori Contemporanei, BUR, Milano, 1987